# イナー・シティ・ブルース
「イナー・シティ・ブルース」（Inner City Blues (Make Me Wanna Holler)）は、マーヴィン・ゲイが1971年に発表した楽曲。同年に発売された当時の邦題は「無への叫び」だった。

## 概要
マーヴィン・ゲイは1971年1月にシングル「ホワッツ・ゴーイン・オン」を発表した後、同年3月からデトロイトのヒッツヴィルUSAでアルバムのレコーディングに入った。ゲイは様々な人々と曲を共作。その中にモータウン専属のソングライターのジェームズ・ニクス・ジュニアがいた。彼は「ホワッツ・ハプニング・ブラザー」、「ゴッド・イズ・ラヴ」、そして「イナー・シティ・ブルース」の計3曲をゲイとともに書いた。
二人は「政府は月に人は送るが、ゲットーに住む人々を一向に助けようとしない」と話しながら、インフレーションのせいで貯蓄ができないこと、税金が払えないこと、警官がむやみに発砲することなど、都心（インナーシティ）の荒廃を詞に盛り込んでいった。レコーディングではボブ・バビットがベースを弾き、ゲイがピアノを弾いた。
1971年5月21日発売のアルバム『ホワッツ・ゴーイン・オン』に収録され、同年9月9日にシングルカットされた。B面は「ホーリー・ホーリー」。
ビルボード・Hot 100で9位を記録。ビルボードの「ソウル・チャート」においては2週連続で1位を記録した。